# Verí (curtmetratge)
Verí (títol original en anglès, Poison) és un curtmetratge de 2023 escrit i dirigit per Wes Anderson. Es basa el contès homònim inclòs al recull Algú com tu de Roald Dahl. S'ha subtitulat al català.

## Trama
Un home truca a un metge perquè creu que hi ha una serp verinosa sota el llençol del llit on està estirat. El metge intenta esbrinar com salvar-lo.

## Producció
El setembre de 2021, Netflix va adquirir la Roald Dahl Story Company per 686 milions de dòlars i va confirmar l'adaptació cinematogràfica de la col·lecció el gener de 2022 amb Wes Anderson de director i guionista. El rodatge va tenir lloc principalment a Londres. La pel·lícula va ser concebuda originalment com un llargmetratge, però el juny de 2023 el director va confirmar que seria una sèrie de curtmetratges. Verí representa l'últim dels quatre curtmetratges.

## Distribució
El curtmetratge es va estrenar a Netflix el 30 de setembre de 2023.
El curt es va tornar a estrenar el 15 de març de 2024 a Netflix com a pel·lícula d'antologia juntament amb altres tres curts (La meravellosa història de Henry Sugar, El cigne i El caça-rates), sota el títol La meravellosa història de Henry Sugar i tres més.